# Odzyskać siebie
Odzyskać siebie – amerykański film telewizyjny w reżyserii Harry'ego Winera. Reżyser Harry Winer i scenarzysta April Smith, twórcy telewizyjni stworzyli teledramat zgodny z autentycznymi wydarzeniami. Reżyserka castingu Marcia Ross otrzymała nominację do nagrody Artios.

## Obsada
- Patricia Wettig – Nancy Ziegenmeyer
- Stephen Lang – Steven Ziegenmeyer
- Shelley Hack – Nan Horvat
- Joanna Cassidy – Geneva Overholser
- Gina Hecht – Deanne
- Eileen Brennan – Vicky Martin
- Ellen Burstyn – Wilma

## Opis
Nancy Ziegenmeyer urodzona 29 stycznia 1961 roku w Grinnell w stanie Iowa, była wychowywana przez dziadków. Mając 19 lat wychodzi za mąż za kolegę ze szkoły średniej. Steven pracuje jako mechanik samochodowy, ona ima się różnych zajęć. Dwa lata po ślubie, zimą 1982 roku, przychodzi na świat pierwsze dziecko Ziegenmeyerów, syn Nicholas Charles. 18 miesięcy później rodzi się drugi syn, Benjamin Lee, a po roku córka Sissy. Spełniły się największe marzenia dziewczyny, jest szczęśliwą matką i żoną. Nancy i Steven wprawdzie przeżywają drobny kryzys małżeński, lecz młoda mężatka dokłada starań, by powróciły spokój i harmonia rodziny. Tymczasem dochodzi do tragedii, która zmieni całe życie Nancy. 19 listopada 1988 roku młoda kobieta pada ofiarą gwałtu na parkingu przed college'em, gdzie miała zdawać egzamin. Trzy tygodnie później gwałciciel zostaje aresztowany i postawiony przed sądem. Sprawa nagłośniona poprzez serię artykułów wstrząsa opinię publiczną. Przełamując strach i fałszywy wstyd Nancy Ziegenmeyer decyduje się opowiedzieć światu o swojej osobistej tragedii. Udziela wywiadów prasie, przyjmuje zaproszenie do udziału w najpopularniejszych telewizyjnych programach „The Today Show”, „Phil Donauhe”, „CNN Crosfire” czy porannego magazynu „Good Morning America”. Dużym zainteresowaniem cieszą się jej pogadanki, z którymi jeździ po całym kraju, występując w obronie praw zgwałconych kobiet.